# Фессалоникская империя
Фессалоникская империя (греч.  Αυτοκρατορία της Θεσσαλονίκης), Фессалоникийская империя, Солунская империя, в некоторых работах называется деспотатом Фессалоники — условный историографический термин, используемый некоторыми современными учёными для обозначения недолговечного западного греческого государства со столицей в городе Фессалоники. Империя существовала в 1224—1246 годах и управлялась династией Комнинами Дуками. Со времени своего образования Фессалоникская империя под правлением Феодора Комнина Дуки соперничала с другими греческими государствами — Никейской и Трапезундской империями, за право обладать титулом императора ромеев (римлян), и её конечной целью была попытка захватить Константинополь, который в то время контролировался Латинской империей. В отличие от Никейской империи, Фессалоникская империя была центробежным государством. Слабость центрального аппарата была заметна ещё при Феодоре Комнине Дуке, который фактически не контролировал, например, территорию южного Эпира — Акарнанию и Этолию, где правил его брат Константин.
Власть Феодора в Фессалониках была краткой и закончилась в 1230 году после поражения в битве при Клокотнице против Болгарского царства. Фессалоникский император попал в плен и был ослеплён болгарами. Брат и преемник Феодора Мануил не смог предотвратить потерю большинства завоеваний своего брата в Македонии и Фракии. Само греческое государственное образование распалось на несколько частей: Эпирский деспотат со столицей в Арте, где к власти пришёл племянник Мануила Михаил II; деспотат Акарнании и Этолии под властью Константина Комнина Дуки и Фессалоникскую империю.
Феодору удалось вернуться в Фессалоники в 1237 году. Он организовал переворот и сверг Мануила, утвердив своего сына Иоанна новым императором. Сам Феодор организовал себе удел в Южной Македонии. Однако Мануил при поддержке Никейской империи захватил Фессалию, тем самым территория Фессалоникской империи свелась к одной лишь столице с её окрестностями.
Правители Фессалоник носили имперский титул с 1224 до 1242 года, после чего они были вынуждены отказаться от него и признать верховенство Никейской империи. Иоанн, а затем и Димитрий Комнин Дука продолжали править Фессалониками до 1246 года, пока город не был присоединён к Никейской империи.

## Образование Фессалоникской империи
После четвёртого Крестового похода и захвата Константинополя в апреле 1204 года Византийская империя распалась и была разделена между лидерами крестоносцев и республикой Венеция. Появилась Латинская империя со столицей в Константинополе, к которой отошли Фракия и острова Самотраки, Лесбос, Хиос, Самос и Кос. Большая часть северной и восточной материковой Греции отошла в образованное Королевство Фессалоники под властью Бонифация Монферратского.
В то же время возникли три крупных греческих государства, способных бросить вызов латинянам и отвоевать Константинополь. Так в Малой Азии были образованы греческие государства Никейская и Трапезундская империи. На Балканах в западной части Греции Михаилом I Комнином Дукой было образовано Эпирское царство. Правитель Эпира вскоре распространил своё влияние на Фессалию, Македонию и Албанию. Его преемнику Феодору Комнину Дуке удалось захватить большую часть земель королевства Фессалоник. В 1217 году ему посчастливилось пленить латинского императора Пьера де Куртене, возвращавшегося после неудачной осады эпирского Диррахия, что ещё сильнее деморализовало крестоносцев. В 1224 году эпирский правитель захватил Фессалоники.
Захват Фессалоник, второго по величине города в Византийской империи после Константинополя, позволили Феодору открыто бросить вызов никейским притязаниям на византийский имперский титул ромеев. Однако Фессалоникский митрополит Константин Месопотамит уклонился от коронации, не желая нарушать прав жившего в Никее Константинопольского патриарха Мануила Сарантена, венчавшего на царство Иоанна III Дука Ватаца. Тогда Феодор Комнин Дука был коронован в качестве императора ромеев архиепископом Охрида Димитрием Хоматианом. Дата коронации неизвестна, но была проведена либо в 1225, либо в 1227/8 годах. В результате этого произошёл разрыв между Фессалоникской и Никейской церквями. А на месте когда-то единой Византийской империи расположилось уже четыре империи — Никейская и Трапезундская в Малой Азии, Фессалоникская и Латинская на Балканах.
О внутренней организации новоявленной империи почти ничего не известно. По-видимому, она унаследовала византийскую государственную структуру. Например, Феодор в своих грамотах именовал себя полным титулом византийских императоров: «Феодор во Христе Боге верный царь и самодержец ромеев Комнин Дука». Феодор Комнин Дука образовал пышный двор наподобие Константинополя и жаловал своих приближённых чинами и титулами, вплоть до высших. Так, например, Фессалоникский император даровал своим братьям Мануилу и Константину титул деспот.
В Фессалоникской империи также отчётливо виднелись центробежные тенденции. Константину Комнину Дуке, например, были отданы в удел Акарнания и Этолия, где он вёл себя как фактически независимый правитель, что было привело к ряду конфликтов с епископом Иоанном Апокавком, протестовавшим против его авторитарного правления и чрезмерных налоговых сборов. Слабо с центральным аппаратом были связаны находящиеся в составе империи албанские земли Арберия, где во главе стояли их собственные князья, находившиеся в вассальных отношениях с эпирскими и фессалоникскими правителями.

## Расцвет и кризис власти Фессалоникской империи
Вскоре Феодор начал планировать захват Константинополя и заключил союз с Болгарским царством. В попытке вытеснить Фессалоникского императора и предотвратить его наступление на Константинополь, Никейский император Иоанн III Дука Ватац в 1225 году напал на Фракию и захватил Адрианополь. Но армия Феодора быстро вынудила никейцев покинуть город и оставить регион во власти Фессалоникского императора. Вскоре Феодор вплотную приблизился к Константинополю и начал опустошать окрестности латинской столицы, готовясь к её осаде.
Однако по неизвестным причинам Фессалоникский император не стал осаждать Константинополь в 1225 году и в последующие годы. Вместо этого он, видимо, занялся внутренними делами. Так, например, известен разрыв торговых отношений с республикой Венецией из-за того, что имперский губернатор на острове Корфу захватил груз венецианского торгового судна, потерпевшего крушение у берегов острова и отказался вернуть его Венеции. Феодор поддержал его, чем и вызвал разрыв торговых отношений Фессалоникской империи и республикой. 19 августа 1228 года Дука издал указ, запрещающий Венеции вести торговлю в его государстве.
Тем временем никейцы и латиняне урегулировали свои разногласия, и, хотя Болгарское царство и Фессалоники были связаны союзным договором, царь Иван II Асень также вступил в переговоры о династическом союзе между Латинской империей и Болгарией. В 1230 году Феодор Комнин Дука, наконец, выдвинулся на Константинополь, но неожиданно напал на юг Болгарии. Переговоры Ивана Асеня с латинянами вызывали у Феодора сильные подозрения. Он считал, что Болгария намерена предать его и встать на защиту Латинской империи. В последующей битве при Клокотнице армия Фессалоникского императора была разбита, а сам он был взят в плен и затем ослеплён за интриги против болгарского царя.
Это поражение резко ослабило Фессалоники. Государство было построено на быстрой военной экспансии и опиралось на способности своего правителя. Его администрация не смогла справиться с поражением. Территории Фессалоникской империи во Фракии, а также большей части Македонии и часть Албании быстро попали под власть болгарского царя. Сербское королевство, находившееся под сильным влиянием Феодора, после пленения Дуки, также попало под влияние Болгарии.
К власти в Фессалониках пришёл брат Феодора Мануил Комнин Дука, который стал новым императором. Новый правитель контролировал окрестности Фессалоник, Южную Македонию, а также Фессалию и Эпир, но был вынужден признать себя вассалом болгарского царя Ивана II Асеня.
Вскоре центробежные тенденции в империи усилились. Помимо фактически независимого деспотата Акарнании и Этолии Константина Комнина Дуки, в 1231 году от Фессалоник отпал Эпир со столицей Артой, который признал власть Михаила II Комнина Дуки, сына Михаила I, где он, очевидно, пользовался значительной поддержкой. В конце концов, Мануил был вынужден принять свершившийся факт и признал Михаила II правителем Эпира под своим сюзеренитетом. Как знак этого, он даровал Михаилу титул деспот. Однако с самого начала сюзеренитет Мануила был условным, и к 1236—1237 гг. Михаил II действовал как независимый правитель, выдавая хартии и заключая договоры от своего имени.
Стараясь сохранить остатки своих владений, Мануил Комнин Дука заключил союзы с латинским Ахейским княжеством, с Сербским королевством и Болгарией. Он возобновил торговлю и ввёл торговые привилегии с республикой Венецией, позволяя ей свободно торговать в империи, не будучи подсудимыми местными судами. Также Мануил стал налаживать связь с патриаршеским престолом в Никейской империи, которая была нарушена после коронации Феодора.

## Никейский сюзеренитет
Мануил Комнин Дука правил остатками империи до 1237 года, когда он был свергнут в результате переворота организованного Феодором Комнином Дукой. Последний был освобождён из болгарского плена и тайно вернулся в Фессалоники после того, как Иван II Асень влюбился в дочь Феодора Ирину и женился на ней. Будучи ослеплённым, Феодор больше не мог претендовать на трон, и он сделал императором Фессалоник своего сына Иоанна Комнина Дуку, оставаясь фактическим правителем империи. Феодор отделил себе территорию Южной Македонии и сделал своей резиденцией Водену.
Мануил бежал в Никею, где присягнул на верность Иоанну III Дуке Ватацу. Он отказался от императорского титула и признал сюзеренитет Ватаца, а также пообещал завещать никейскому императору Фессалию в случае возврата престола в Фессалониках. В 1239 году Мануилу Комнину Дуке было разрешено отплыть в Фессалию, где он начал собирать войска. Он заключил союз с эпирским деспотом Михаилом II Комнином Дукой, и стал готовиться идти на Фессалоники, захватив всю Фессалию у Иоанна.
Столкнувшись с угрозой гражданской войны, Феодор предложил своему брату союз, по которому Иоанн Комнин Дука будет властвовать в Фессалониках, Феодор — в Южной Македонии, за Константином оставались Акарнания и Этолия, а Мануил будет править Фессалией. Мануил согласился и отрёкся от всех обязательств перед Никейским императором Иоанном III Дукой Ватацем. Таким образом, Фессалоникская империя раздробилась на пять государственных образований, в каждой из которых правил представитель династии Комнинов Дук. Мануил правил Фессалией до своей смерти в 1241 году и завещал территорию Михаилу II Комнину Дуке, а не Ватацу.
В 1241 году Иоанна III Дука Ватац пригласил к себе на переговоры Феодора Комнин Дука и задержал его у себя, фактически оставляя его на положении пленника. Собрав армию, Никейский император вторгся в Македонию и осадил Фессалоники. Однако взять город Иоанн III не смог. Все приступы были успешно отбиты Иоанном Комнином Дукой. Тем временем Ватац получил известие о монгольском вторжении в Малую Азию. Тогда Никейский император вступил в переговоры с Фессалоникским императором и использовал Феодора Комнина Дуку в качестве переговорщика с его сыном. В результате этого, в 1242 году Иоанн признал верховную власть Никеи и отказался от императорского титула, приняв титул «деспот». Феодору Комнину Дуке было разрешено остаться в Водене и властвовать в Южной Македонии.

## Падение государства
В 1244 году Иоанн Комнин Дука умер и его сменил на престоле младший брат Димитрий. Иоанн Дука Ватац признал его новым деспотом Фессалоник. Однако Димитрий Комнин Дука был легкомысленным правителем, который быстро потерял поддержку своих подданных.
В 1246 году Ватац снова появился на Балканах. В итоге трёхмесячной кампании он отвоевал у Болгарии большую часть Фракии и Македонии. Болгарское царство было вынуждено заключить с Никеей союз. После этого успеха Иоанн III Дука Ватац вновь появился в окрестностях Фессалоник, где знать уже замышляла свергнуть Димитрия и открыть ворота Ватацу. Когда Иоанн III подошёл к столице, он потребовал, чтобы Димитрий предстал перед ним и отдал дань уважения как сюзерену. Комнин Дука отказался выходить, но сторонники Ватаца в городе открыли ворота и позволили никейской армии войти. Фессалоники были включены в состав Никейской империи, а великий доместик Андроник Палеолог стал её губернатором, в то время как Димитрий был отправлен в ссылку в Малую Азию.
Несмотря на конец Фессалоникского государства, эпирский деспот Михаил II Комнин Дука под нажимом Феодора Комнина Дуки пытался захватить Фессалоники и восстановить сильное западное греческое государство. Первое нападение было совершено в 1251—1253 гг. Атака на Фессалоники провалилась и Михал II был вынужден пойти на мир с Никеей. Феодор Комнин Дука был выдан Иоанну Ватацу и отправлен в ссылку в Малую Азию, где и умер. Владения Феодора в Южной Македонии со столицей Воден были присоединены к Никейской империи. Однако уже в 1257 году Михаил II вновь стал планировать захват Фессалоник и даже Константинополя. Он заключил союз с Сицилийским королевство и Ахейским княжеством и вновь выступил против Никеи.
Но почти сразу антиникейская коалиция распалась из-за внутренних противоречий. Так, например, Сицилийский король и Ахейский князь не были заинтересованы в усилении Эпирского деспотата. Более того, латинские правители имели собственные планы и желали установить над Фессалониками и Константинополем свой прямой контроль. В результате Михаил II и его сын Никифор покинули военный лагерь. Внебрачный сын эпирского деспота Иоанн Дука и вовсе перешёл на сторону Никейского императора. Антиникейские силы были разбиты, а Эпир на короткое время был захвачен никейцами, но вспыхнувшее восстание населения не позволило никейской армии закрепится в деспотате. После этих событий Михаил II заключил союз с Никеей, отказавшись от своих дальнейших территориальных претензий на Фессалоники. Фессалоникская империя, таким образом, завершила своё существование.